# Sept mers
Pour les articles homonymes, voir Seven Seas.
 (juillet 2022).
Si vous disposez d'ouvrages ou d'articles de référence ou si vous connaissez des sites web de qualité traitant du thème abordé ici, merci de compléter l'article en donnant les références utiles à sa vérifiabilité et en les liant à la section « Notes et références ».

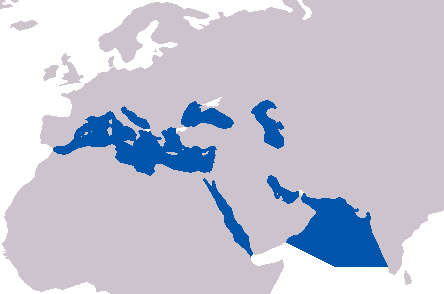
Les sept mers traditionnelles

Les sept mers est une expression courante au Moyen Âge et dans la littérature de langue arabe.
Au Moyen Âge, cette expression regroupe :
- Mer Adriatique
- Mer d'Arabie
- Mer Noire
- Mer Caspienne
- Mer Méditerranée
- Golfe Persique
- Mer Rouge

Au sens moderne, cette expression inclut :
- Pacifique Nord
- Pacifique Sud
- Atlantique Nord
- Atlantique Sud
- Océan Indien
- Océan Arctique
- Océan Antarctique

## Les sept mers dans les fictions antiques et médiévales
L'expression est attestée dans plusieurs livres de l'antiquité dont :
- Dans la traduction par Marie de Jars de l’Énéide (Livre VI) de Virgile[1]

## Les sept mers dans les fictions modernes
- la bande dessinée Le Roi des sept mers de la série Barbe-Rouge, 1962.
- l'épisode Les piliers des sept mers de la série télévisée d’animation japonaise Saint Seiya.
- le film d'animation La Petite Sirène 2 du studio d’animation américain Walt Disney Pictures, où les sept mers sont imagées par les sept filles du roi Triton.
- le roman L'Enfant des Sept Mers de Paul-Loup Sulitzer (1995)
- Sinbad : La Légende des sept mers (Sinbad: Legend of the Seven Seas) un film d'animation américain, adaptation de la légende persane Sinbad le marin, 2003.
- le manga Sinbad no Bouken, spin off de Magi: The Labyrinth of Magic